# Salomonensee

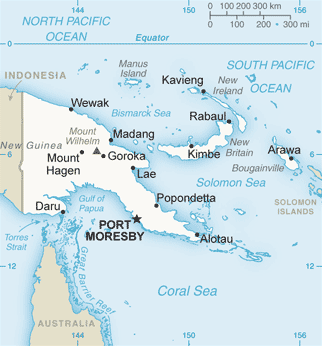
Salomonensee (engl. Solomon Sea)

Die Salomonensee oder Salomonsee ist ein im südlichen Pazifischen Ozean gelegenes Randmeer zwischen Neuguinea im Westen, Neubritannien im Norden und den Salomon-Inseln  im Osten. Im Süden steht sie mit dem Korallenmeer in Verbindung, im Nordwesten mit der Bismarcksee. Zwischen der Salomonensee und dem Korallenmeer liegt der Louisiade-Archipel. Die Fläche der Salomonensee beträgt etwa 720.000 Quadratkilometer. Im Zweiten Weltkrieg war die Salomonensee Schauplatz großer Schlachten zwischen den Alliierten und dem Kaiserreich Japan, darunter die Schlacht um Guadalcanal auf den Salomonen.
Im Norden der Salomonensee verläuft der Neubritannien-Bougainville-Graben mit dem Planettief.

## Abgrenzung
Nach der Definition der International Hydrographic Organization bildet die Grenze zur Bismarcksee im Nordwesten eine gedachte Linie vom südlichen Ende Neuirlands entlang von 4°50' südlicher Breite zur Küste Neubritanniens, weiter entlang der nördlichen Küste dieser Insel, die somit vollständig in der Salomonensee liegt, zu deren westlichstem Punkt und von da zum nördlichsten Punkt der Insel Umboi und schließlich nach Teliata Point (⊙). Die Abgrenzung im Nordosten zum Südpazifik verläuft von der Südspitze Neuirlands zur Nordspitze der Insel Buka, durch diese Insel hindurch zum nordwestlichsten Punkt von Bougainville, weiter entlang der Südseite dieser und der Inseln Choiseul, Santa Isabel, Malaita und Makira. Die Grenze zum Korallenmeer wird im Südwesten durch Neuguinea gebildet.